# Puente de Salime
El puente de Salime sobre el río Navia estaba situado en las inmediaciones del pueblo de Salime (156 habitantes a mediados del siglo XIX y actualmente desaparecido), en el concejo de Grandas de Salime, (Asturias, España). Fue una obra muy célebre, por el impresionante paraje en que se situaba y por ser, durante más de tres siglos, el único puente que cruzaba el Navia en los últimos setenta kilómetros de su curso.

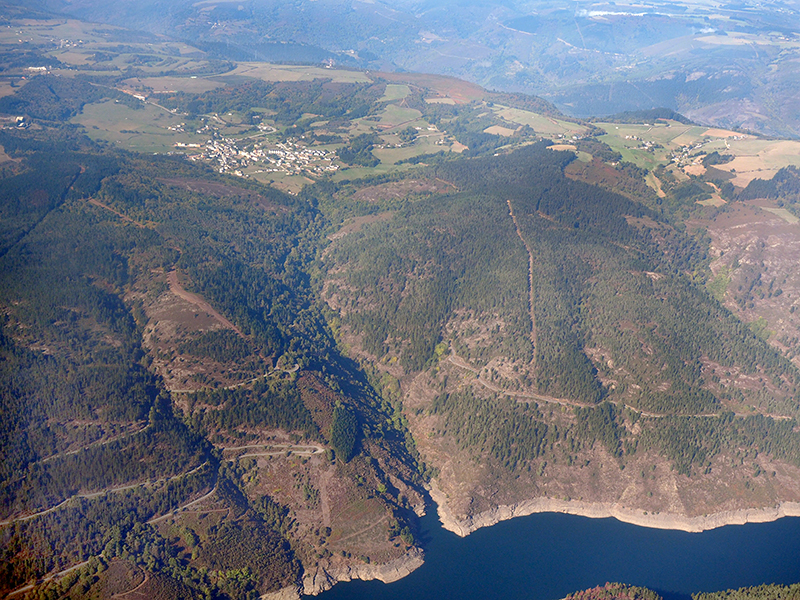
Situación de Grandas de Salime respecto al valle del río Navia. A la izquierda, trazado antiguo de la carretera a Berducedo y Pola de Allande por el Puente de Salcedo; a la derecha, trazado moderno de la misma por la coronación de la presa del embalse

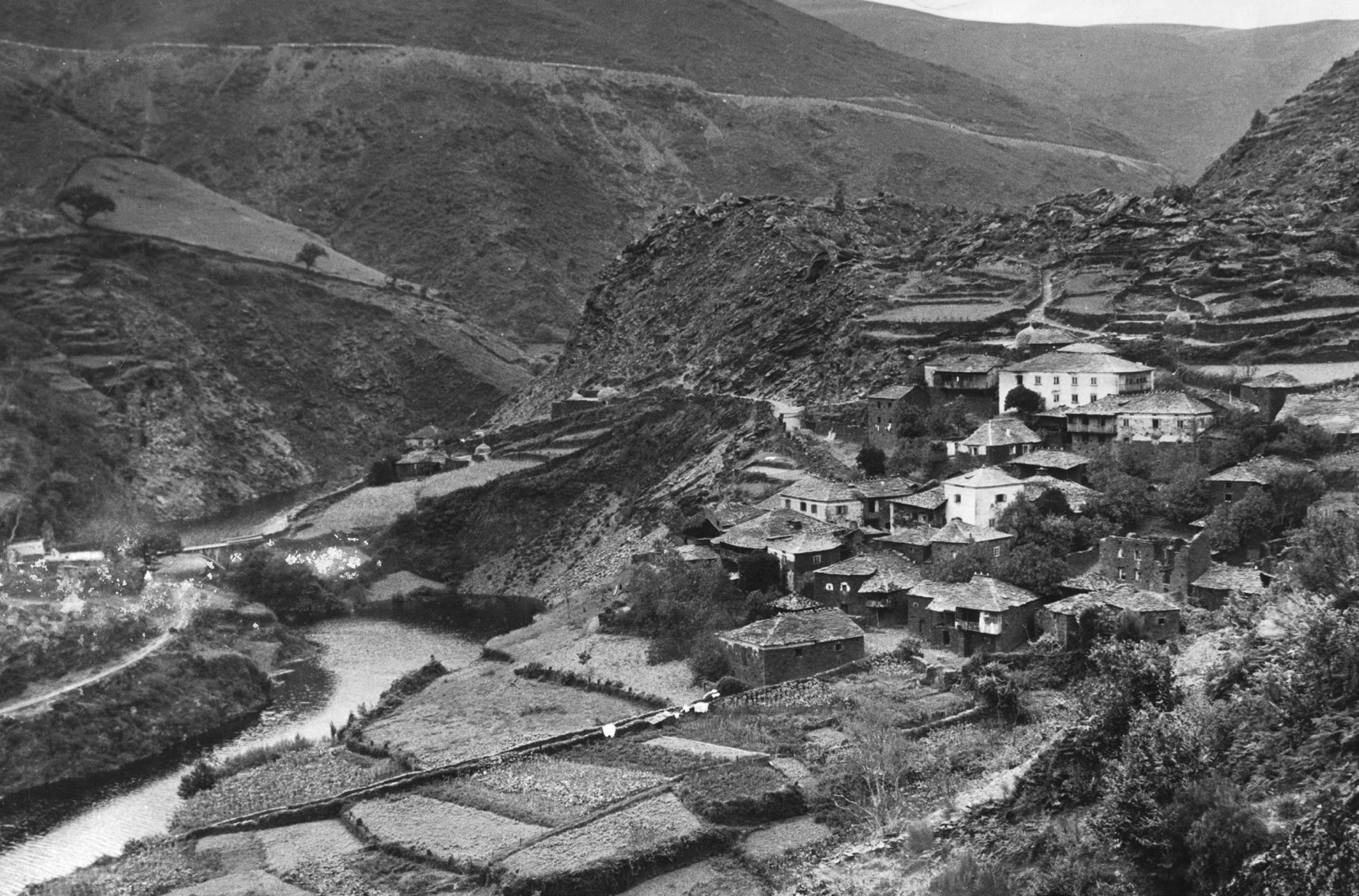
Vista del pueblo de Salime desde el Sur, con las aguas del embalse rellenando ya el desfiladero de El Carpio. 1953

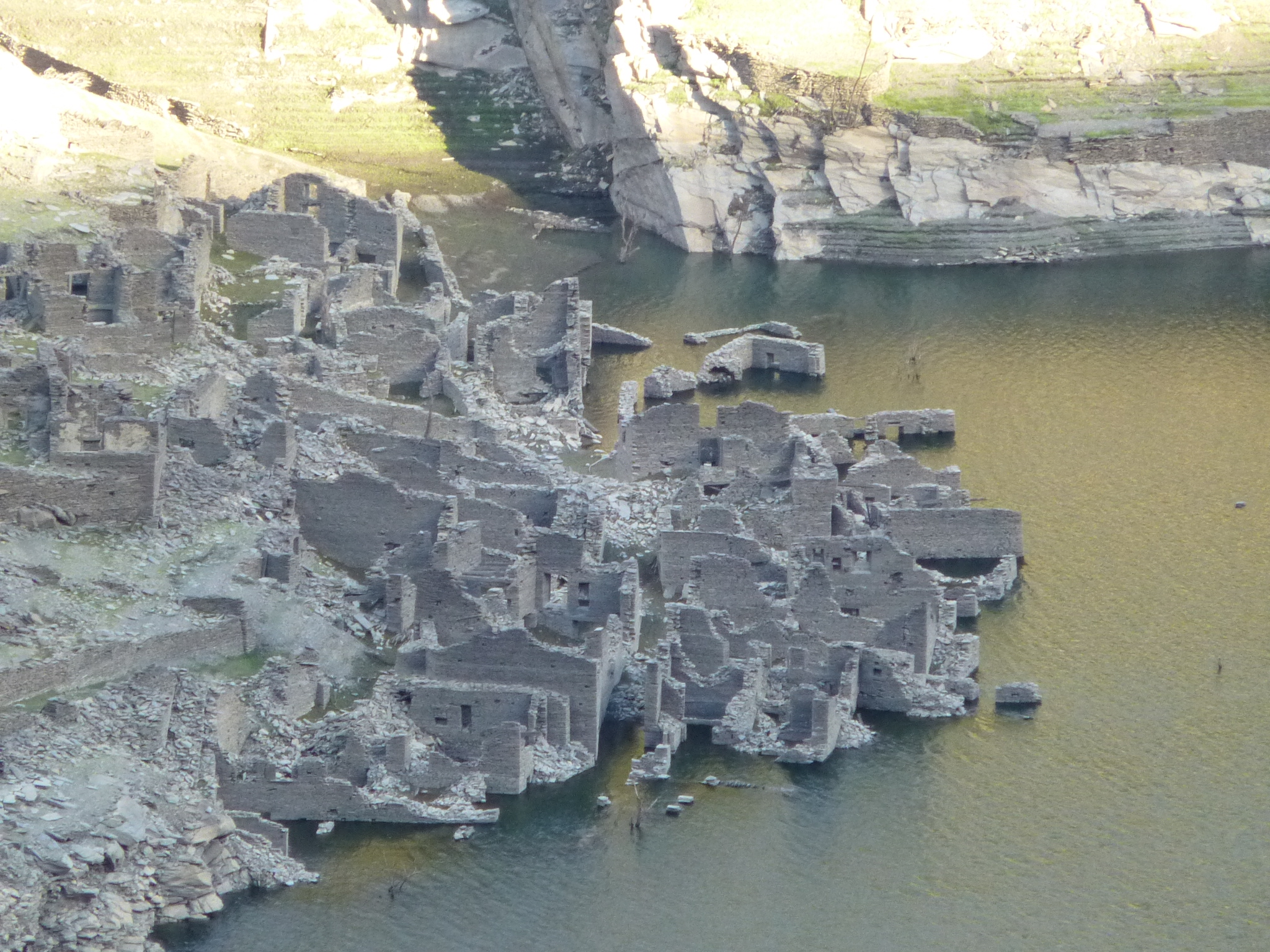
La bajada del nivel del agua del embalse en octubre de 2014 hizo emerger las ruinas del pueblo de Salime

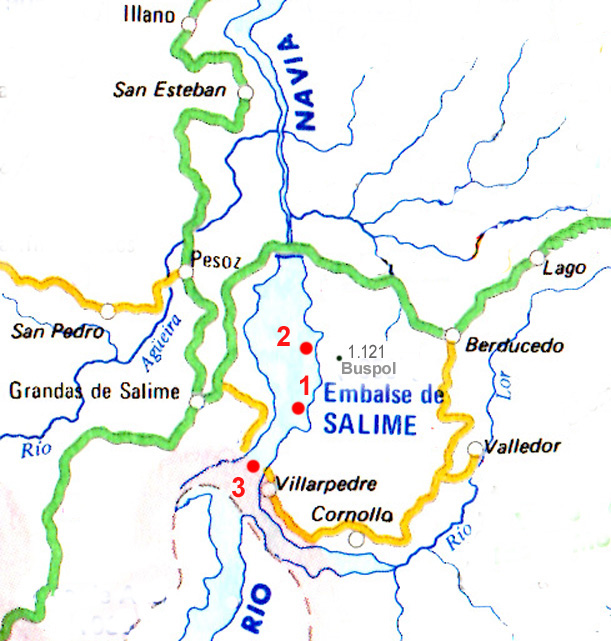
La comarca de Salime tras el llenado del embalse en 1953. En rojo la situación de los puentes sumergidos: 1-Salime, 2-Susalime, 3-Salcedo

El puente se construyó en la primera mitad del siglo XVI, se derrumbó en 1936, fue reconstruido en 1938 y finalmente desapareció en 1953 bajo las aguas del embalse del salto de Salime, que igualmente sumergieron a la citada localidad de Salime, con la excepción de una casa, aún en pie en el siglo XXI, situada unos metros por encima de la cota máxima del embalse.

## Marco geográfico y viario
El río Navia fluye de sur a norte, y en su práctica totalidad su curso trascurre entre montañas, hasta el punto de que carece de vegas dignas de consideración. Ello hace que el cruce de su valle sea problemático para cualquier vía de comunicación.
Al atravesar el concejo de Grandas de Salime esa característica se acentuaba, fluyendo el río a una altitud entre 200 y 110 m s. n. m., encajonado entre las cumbres de Buspol (1 121 m), por el Este y Bornela (749 m) por el Oeste, en cuyas faldas se sitúan respectivamente Berducedo, a 900 m
, y la propia Grandas, a 570 m. Es precisamente entre Berducedo y Grandas donde el lecho del Navia se estrechaba al máximo, encerrado entre las paredes del desfiladero conocido como El Carpio, sobre el cual estaba situado el pueblo de Salime.
Se desconoce en qué punto cruzaba hace dos milenios el valle del Navia la vía romana que comunicaba Lucus Augusti (la actual Lugo) con Lucus Asturum, en el centro de la actual Asturias, pero se supone que el camino medieval considerado como Camino de Santiago Primitivo seguía el mismo trazado, que en cuanto al cruce del Navia ha sido situado por las investigaciones de Pisa Menéndez en el lugar de Leirado, unos tres kilómetros aguas arriba de Salime, en donde existió un primitivo puente que según noticias del siglo XVIII se arruinó a finales de la Edad Media, con lo que al comenzar la Edad Moderna no existía ningún puente utilizable para el cruce.

## Construcción
En el año 1548, reinando Felipe II y siendo Regente Maximiliano II de Habsburgo, se construyó en las inmediaciones de Salime y en una cota ligeramente inferior a la del pueblo un puente que salvaba, a más de cuarenta metros sobre el cauce del río, el desfiladero de El Carpio. Su construcción implicó que se abandonara el antiguo camino por Leirado, de forma que desde Berducedo se contorneaba por el Sur la cima de Buspol y luego se tomaba un vertiginoso descenso hasta Salime, y una vez cruzado el puente se emprendía una extenuante subida, conocida como ‘’la cuesta de Grandas’’, hasta esta población.
Durante más de trescientos años, hasta la construcción en los últimos años del siglo XIX del puente de Salcedo, referido más adelante, y la del de Navia-Coaña, en la carretera nacional de Oviedo a La Coruña por la costa (actual N-634), el puente de Salime fue pues crucial en las comunicaciones entre Asturias y Galicia. A partir de entonces su importancia fue sólo comarcal, aunque esencial para los vecinos de Salime.

### La leyenda de Pedro de Pedre
Se dice que en su bóveda hay empotrada una lápida en la que se lee: 
Pedro de Pedre de Castro natural hizo el puente de Salime la iglesia i el hospital i la catedral de Lugo á donde se fúe á enterrar Abril año de 1173.
Buscó ésta inscripción infructuosamente el señor Vigil, quien, no obstante la noticia que se le facilitó en 1884 de haberla copiado un empleado del Gobierno y de conservar su texto algunos particulares de Grandas duda, con razón, a nuestro juicio, de su existencia, fundándose en la poca probabilidad de que fuera labrada para no ser vista y en la interpretación poco razonable que se le da.
José Mª Méndez-Valledor y Guzmán, Grandas de Salime

## Características
El puente consistía en un solo arco de medio punto de piedra con dieciséis metros de luz, una altura de casi cincuenta metros sobre el río y la anchura de un camino carretero. Fue una obra muy notable que causaba la admiración de todos los viajeros.
En octubre de 1936 un deslizamiento de tierras en la margen derecha del río causó el derrumbamiento del puente y la muerte de dos personas que en aquel momento se encontraban sobre él. La situación de guerra civil en que se encontraba España retrasó dos años su reconstrucción, que se completó a finales de 1938.
El nuevo puente se basaba en cuatro semibóvedas de hormigón armado articuladas y armadas con hierros redondos y rótulas de plomo, con un peso de cada semibóveda de casi seis toneladas. Se lanzaron por medio de cables que se sujetaban en pórticos de madera colocados provisionalmente sobre los estribos laterales. Tenía una luz entre centros de rótulas de 20 m, flecha de 5 m y una anchura de tablero de 3,60 m con calzada de 2,50 m; y se mantuvo hasta que, como ha quedado dicho, en el año 1953 fue sumergido por las aguas del embalse.
Las obras del nuevo puente, que costaron 11.000 pesetas de la época, fueron ejecutadas por José María González del Valle, que además de ingeniero era el tercer Marqués de Vega de Anzo. En Grandas de Salime tuvo dedicada una calle hasta el año 1984.

## Otros puentes en el entorno de Salime
Aparte del puente medieval, o romano, que se supone existió en Leirado, ya mencionado, al comenzar el siglo XX existían otros dos puentes sobre el río Navia en el entorno de Salime: el de Salcedo y el de Susalime.

### Puente de Salcedo
Al terminar el siglo XIX se emprendió la construcción de una carretera que enlazara Grandas de Salime con Pola de Allande, y con ello Lugo con Oviedo. El proyecto que se acometió abordaba el cruce del valle del río Navia mediante un continuo descenso desde Grandas en dirección sur, aguas arriba del Navia, hasta alcanzar el nivel del río en el lugar de Salcedo, o Sancedo, unos dos kilómetros aguas arriba de Salime. Allí se establecía un puente y la carretera continuaba un breve trecho en dirección sur por la margen derecha del Navia hasta encontrar la confluencia con éste del río del Oro, cuyo valle se remontaba hacia el Este en dirección a Berducedo.
El puente de Salcedo estaba constituido por dos estribos de fábrica y un tramo metálico de 36 metros de luz, y desde su construcción constituyó un punto crucial en la comunicación terrestre entre Asturias y Galicia.
A finales de julio de 1936, a los pocos días de estallar la Guerra Civil, el puente fue volado por los milicianos republicanos, en retirada hacia el centro de Asturias ante el avance de las columnas gallegas del ejército sublevado (por las mismas fechas también fue volado el puente Navia-Coaña de la carretera de la costa). Poco después se construyó una pasarela provisional que se mantuvo muy precariamente hasta después del final de la guerra.
Finalmente en 1940 se construyó un nuevo puente definitivo, consistente en un arco biarticulado de madera de 34 metros de luz con un tablero de 4 metros de anchura. Cada uno de los semiarcos consistía en una celosía a base de tablas claveteadas.
Al igual que el puente de Salime, el puente de Salcedo desapareció en 1953 bajo las aguas del embalse. Con ello se cortó la carretera construida al finalizar el siglo anterior, que fue reemplazada por un nuevo tramo de 33 kilómetros de Grandas a Berducedo que cruza el río Navia por la coronación de la presa del embalse, a una altitud de 225 metros, y posteriormente faldea Buspol por su ladera norte. La nueva carretera salva el paso sobre los aliviaderos mediante cuatro tramos-puente de hormigón de 12 metros de luz cada uno, con seis metros de anchura de calzada y dos metros de pasillos laterales. 
Para paliar mínimamente el aislamiento respecto a su capital municipal al que se dejó sometidos a los pueblos del concejo de Grandas situados en la margen derecha de la cuenca del Navia, muy singularmente Villarpedre, la empresa explotadora del aprovechamiento hidroeléctrico quedó obligada a mantener un servicio de cruce del embalse en lancha entre los puntos en que la carretera antigua se sumergía en las aguas.

### Puente de Susalime
La pequeña aldea de Susalime, o Subsalime, (7 vecinos a mediados del siglo XIX) estaba situada un kilómetro y medio aguas abajo de Salime, igualmente en la margen derecha del Navia y sobre la pared oriental del desfiladero de El Carpio. La senda que unía directamente ambas localidades era accidentada, e insegura debido a los corrimientos de tierras que solían ocurrir en ella. Por ello en la segunda mitad del siglo XIX se tendió un rústico puente de madera por encima de El Carpio desde Susalime hasta la orilla opuesta, de forma que se pudiera ir a Salime por la orilla izquierda del Navia, considerada más segura y más adecuada para un camino que permitiera el transporte de cargas.

Arruinado el [puente de madera] primero que se colocó, construyó el actual en 1845 el maestro Juanito auxiliado por operarios ferrolanos. Estrecho y desprovisto de barandilla, á 45 metros sobre el nivel de la corriente, presenta aspecto tan temible que es preciso recostarse en el pavimento para poder contemplar sin zozobra los recios empotramientos practicados en sus firmes estribos para represar el río; los altos, angosturas y oquedades en que rebraman las aguas
José Mª Méndez-Valledor y Guzmán, Grandas de Salime

El puente de Susalime al igual que los puentes de Salime y Salcedo desapareció en el año 1953 bajo las aguas del embalse junto con la aldea a la que prestaba servicio.